# 大果臭椿
大果臭椿（学名：Ailanthus altissima var. sutchuenensis）为苦木科臭椿属下的一个变种。

## 扩展阅读
- 維基物種上的相關：大果臭椿